# جعفرآباد (زیدآباد)
جعفرآباد روستایی در دهستان زیدآباد بخش زیدآباد شهرستان سیرجان استان کرمان ایران است.

## جمعیت
بر پایه سرشماری عمومی نفوس و مسکن در سال ۱۳۹۵ جمعیت این مکان ۲۹۷ نفر (۸۸خانوار) بوده‌است.